# Joaquim Valdealde i Baus
Joaquim Valdealde i Baus  (Barcelona, 3 de novembre de 1863 - ?) fou un compositor i pianista català.
Fou deixeble dels mestres Joan Baptista Pujol i Carles Vidiella, en la seva ciutat natal i es distingí per la seva brillant execució en el piano i per la composició d'algunes obres teatrals de caràcter lleuger, que foren molt ben acollides pel públic.
Dirigí diverses orquestres i fou substitut del mestre Caudi, en la capella musical del temple dels Sants Just i Pastor, de Barcelona. Actuà com a director d'orquestra en diversos teatres lírics d'Espanya i l'estranger.